# (36137) 1999 RV167
1999 RV167 (asteroide 36137) é um asteroide da cintura principal. Possui uma excentricidade de 0.05718820 e uma inclinação de 8.61064º.
Este asteroide foi descoberto no dia 9 de setembro de 1999 por LINEAR em Socorro.